# Jacques Beauséjour
Pour les articles homonymes, voir Beauséjour.
Jacques Beauséjour, né le 6 janvier 1939 à Sainte-Anne-des-Lacs (Lac-Ouimet), est un enseignant et homme politique québécois. Il est député de la circonscription d'Iberville de 1976 à 1985 sous la bannière du Parti québécois.

## Biographie
Né le 6 janvier 1939 à Sainte-Anne-des-Lacs, Jacques Beauséjour est le fils de Delphis Beauséjour, cultivateur, et de Jeanne Foisy. Il étudie à l'Université de Montréal, où il obtient plusieurs diplômes, soit : un baccalauréat en pédagogie et brevet d'enseignement classe A en 1967, un certificat d'études pastorales en 1972, un certificat d'études théologiques en 1987, un certificat en sciences religieuses en 1988, un baccalauréat ès arts en 1988 et une maîtrise en études pastorales en 1992. Il obtient également un certificat en théologie pastorale de l'Université de Sherbrooke en 1996.
L’enseignant occupe également plusieurs autres postes tels que secrétaire du comité paroissial de la pastorale et directeur du conseil d'administration du Collège de Saint-Césaire, secrétaire du comité d'étude pour l'implantation d'un centre local de services communautaires (CLSC) à Saint-Césaire, puis secrétaire de cet établissement. Il est aussi directeur du journal mensuel Information Saint-Césaire de 1975 à 1976, ainsi que directeur du conseil d'administration de la Société Saint-Jean-Baptiste pendant trois ans. Il est également membre du conseil d'administration de la Société nationale des Québécois (Richelieu-Yamaska et Iberville) de 1972 à 1975.
Jacques Beauséjour est vice-président de l’exécutif du Parti québécois dans Iberville de 1972 à 1975, puis président de 1975 à 1976. Il est élu en tant que député à l'Assemblée nationale du Québec dans cette circonscription en 1976, et réélu en 1981. Il est notamment adjoint parlementaire au ministre du Revenu du 21 février au 23 octobre 1985. Il n'est pas réélu en 1985.
De 1988 à 1989, il est professeur à la Commission scolaire Provençal. Il prend sa retraite en 1992. De 2011 à 2012, il est directeur de la campagne de financement de la Coalition pour la liberté en éducation.